# 中丸洋介
中丸 洋介（なかまる ようすけ）は、日本の漫画家。
第76回週刊少年マガジン新人漫画賞一般部門にて『早乙女ブレーキング!!』が入選を受賞。『週刊少年マガジン』（講談社）2009年第24号より『我間乱〜GAMARAN〜』を連載開始し、デビューした。
瀬尾公治の元でのアシスタント歴がある。

## 作品リスト

### 連載
- 我間乱〜GAMARAN〜（『週刊少年マガジン』2009年24号 - 2013年30号[3]）
  - 我間乱 ―修羅―（『マガジンポケット』2018年3月21日 - ）
- 殺さざる者、生くべからず（『週刊ヤングマガジン』2017年19号[4] - 46号）
- テンカイチ 日本最強武芸者決定戦（作画：あずま京太郎、『ヤングマガジンサード』2021年Vol.2[5] - Vol.5→『月刊ヤングマガジン』2021年6月号 - ） - 原作担当。

### 読み切り
- 早乙女ブレーキング!!（『マガジンSPECIAL』、2006年） - 茂木洋介名義。
- ユメ負イ（原作：三浦追儺[1]、『週刊少年マガジン』2015年36・37合併号[6]）
- 吉田沙保里物語（『週刊少年マガジン』2016年35号[7]） - リオデジャネイロオリンピック応援企画[7]、吉田沙保里を題材とした作品。

### 書籍
- 『我間乱〜GAMARAN〜』、講談社〈講談社コミックス〉2009年 - 2013年、全22巻
- 『殺さざる者、生くべからず』、講談社〈ヤングマガジンコミックス〉2017年、全3巻
- 『我間乱 ―修羅―』、講談社〈講談社コミックス〉2018年 - 、既刊35巻（2025年4月9日現在）
- 『テンカイチ 日本最強武芸者決定戦』、作画：あずま京太郎、講談社〈ヤンマガKC〉2021年 - 、既刊11巻（2025年4月18日現在）

## 社会貢献活動など
東日本大震災の被災者の支援にも取り組んでおり、他の漫画家と共同で東日本大震災チャリティ同人誌「pray for Japan」で執筆する。